# Trentepohlia longifusa
Trentepohlia longifusa là một loài ruồi trong họ Limoniidae. Chúng phân bố ở vùng Tân nhiệt đới.